# Speck
El speck [ʃpek] és un embotit originari del Tirol que s'elabora a partir de cuixa de porc desossada i salada sotmesa a un procés de fumatge en fred.
L'any 1996, el Speck Alto Adige va rebre el reconeixement d'indicació geogràfica protegida. Els speck produïts al Tirol del Sud que no estan inclosos en la IGP i els produïts a la província de Trento són reconeguts com a prodotti agroalimentari tradizionali. A Àustria també es produeix speck amb IGP. A la Vall d'Aosta l'any 2008, després de dos anys d'experimentació, una coneguda fàbrica local de salami va començar a produir un tipus de speck fumat amb herbes aromàtiques alpines.

## Història

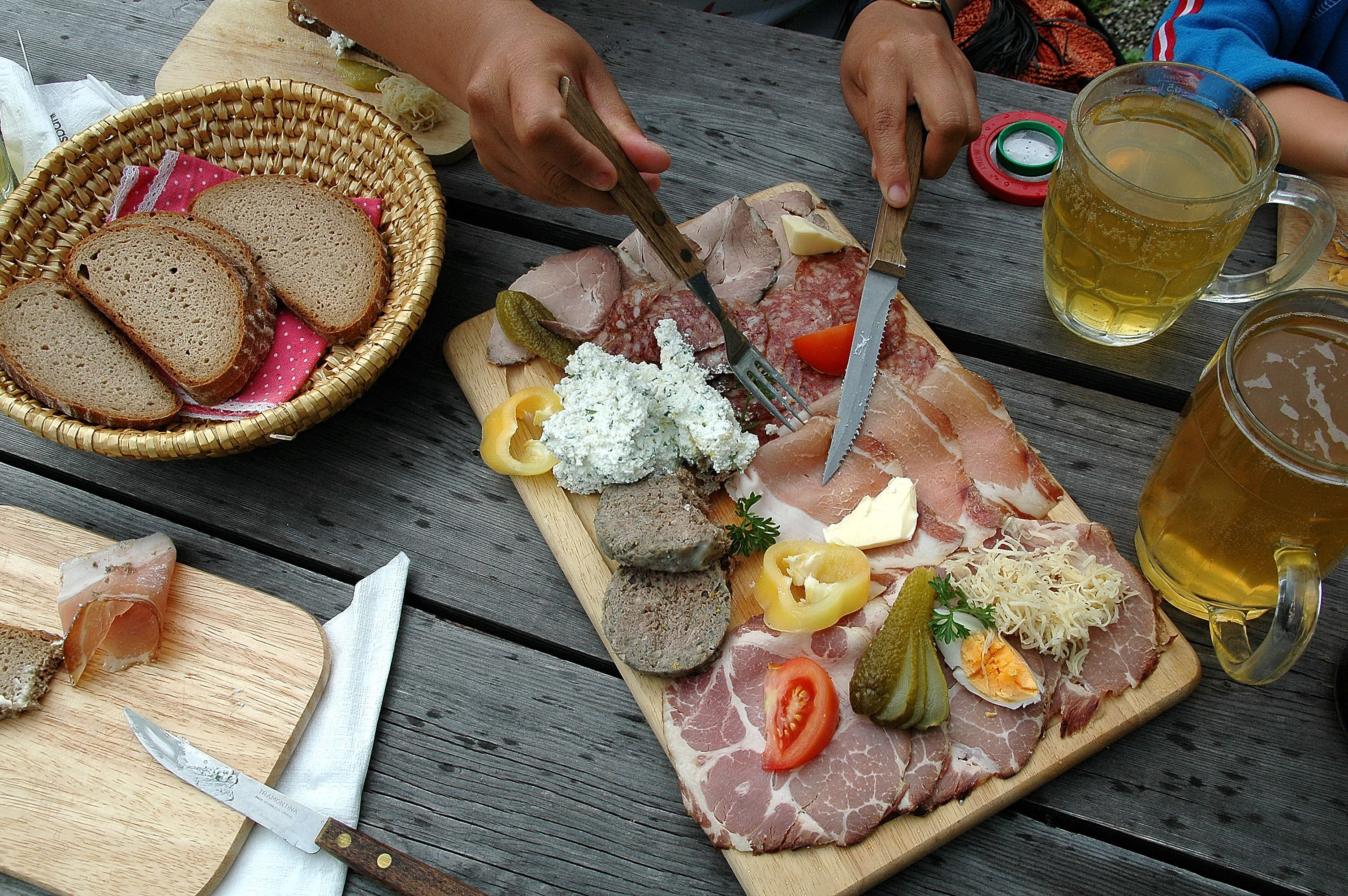
Brettljause, l'aperitiu típic del Tirol

En la tradició del Tirol, l'speck era l'aliment que consumien els camperols i era una font d'energia durant els treballs al camp. Amb el temps també s'ha convertit en el protagonista de la taula durant les celebracions i cerimònies de benvinguda, i juntament amb el pa de sègol i el vi o la cervesa, constitueix l'element clau del típic snack tirolès consumit i ofert com a símbol d'hospitalitat.
Brettljause és el nom del típic berenar tirolès, un costum que té els seus orígens en la tradició pagesa. Consta d'una taula de tallar amb speck i altres embotits, formatges i cogombres, acompanyat de pa i vi casolà.